# Fendt

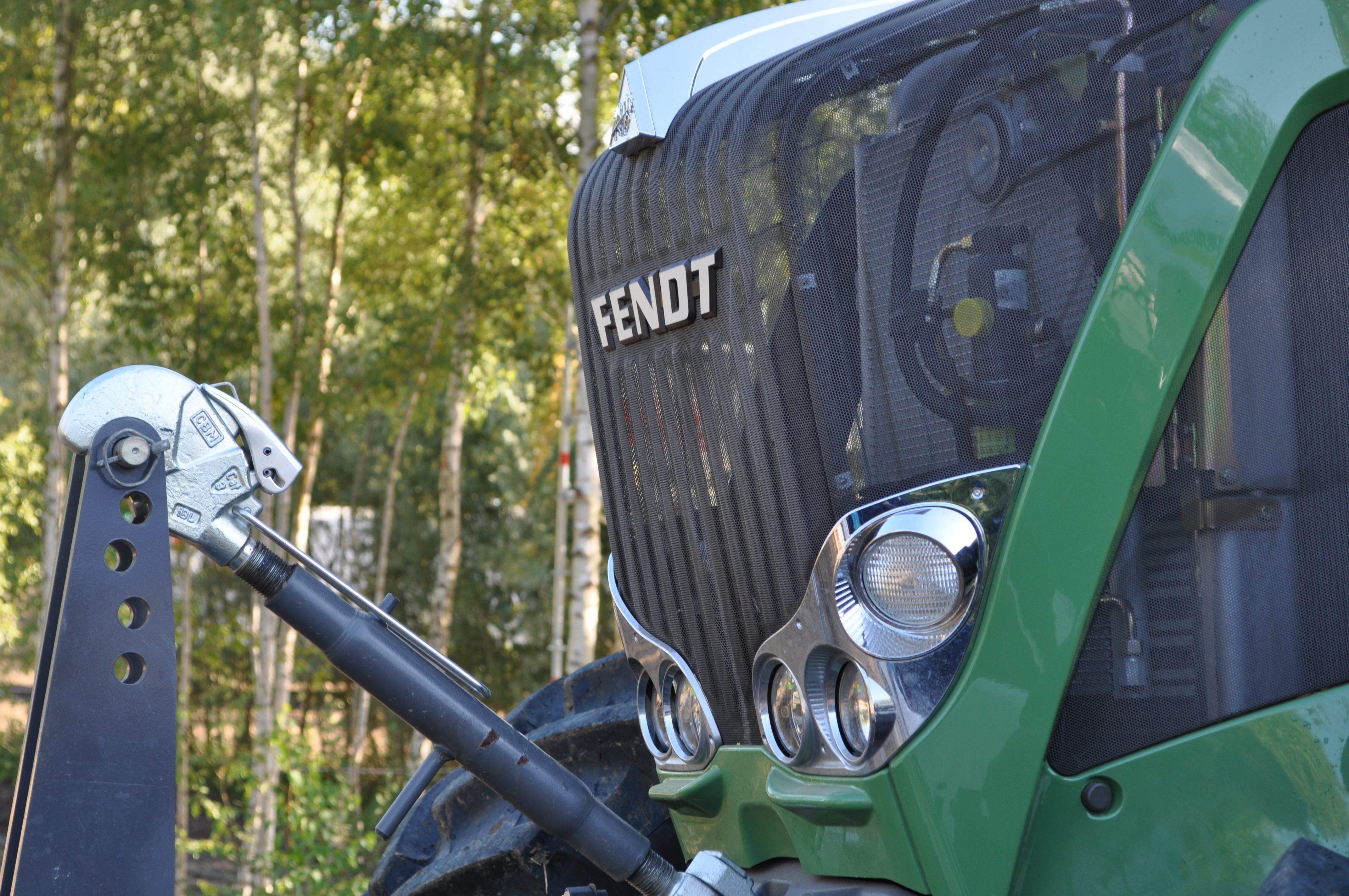
Grille van een Fendt 824

Fendt is een Duitse fabrikant van landbouwmachines, opgericht in Marktoberdorf (Beieren) door de gebroeders Fendt. Het bedrijf is begonnen met het maken van tractoren, maar maakt tegenwoordig naast tractoren ook combines, balenpersen en hakselaars. Sinds 1997 behoort Fendt tot het AGCO-concern.

## Geschiedenis

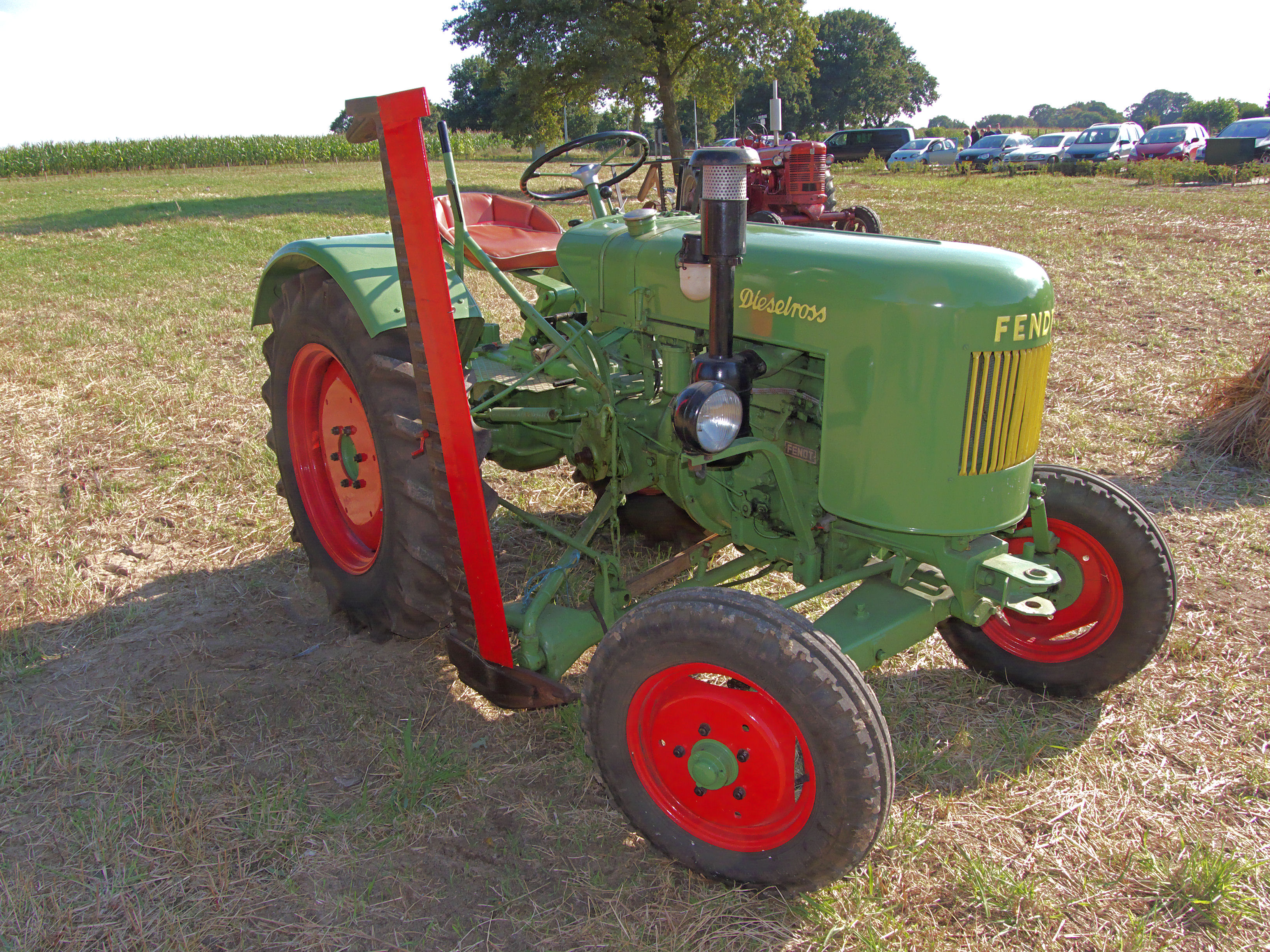
Dieselross

In 1930 maakte Fendt de eerste tractor. Deze Fendt Dieselross had een vermogen van zes pk en bleef in allerlei modellen tot 1960 in productie.
In 1970 kocht Fendt de caravanfabrikant Lely-Dechentreiter Maschinenfabrik GmbH, en sindsdien werden deze caravans onder de naam Fendt geproduceerd. Bij de overname door AGCO in 1997 werd Fendt Caravan verkocht aan Hobby-Wohnwagenwerk.
Fendt heeft verschillende nieuwe technieken als eerste op de (tractor-)markt gebracht, bijvoorbeeld een geveerde vooras. Het introduceerde in 2006 op de 900-serie een stabiliteitsysteem op de vooras dat de tractor in snel genomen bochten recht houdt. Fendt heeft ook een variotransmissie voor tractoren ontworpen, een traploze transmissie voor tractoren.
In 1997 werd Fendt onderdeel van het AGCO corporation, een wereldwijde aanbieder van tractoren en landbouwmachines. AGCO heeft 3900 dealers in 140 verschillende landen. Naast Fendt bestaat AGCO ook nog uit de tractormerken Massey Ferguson, Valtra, Challenger en AGCO Tractors. AGCO streeft er naar om al haar merken hun eigen identiteit te laten behouden. Voor Fendt houdt dat in dat het eigen technieken mag blijven ontwikkelen en op de markt brengen. Wel gebruiken enkele andere merken binnen AGCO de variotechniek van Fendt.

## Tractoren

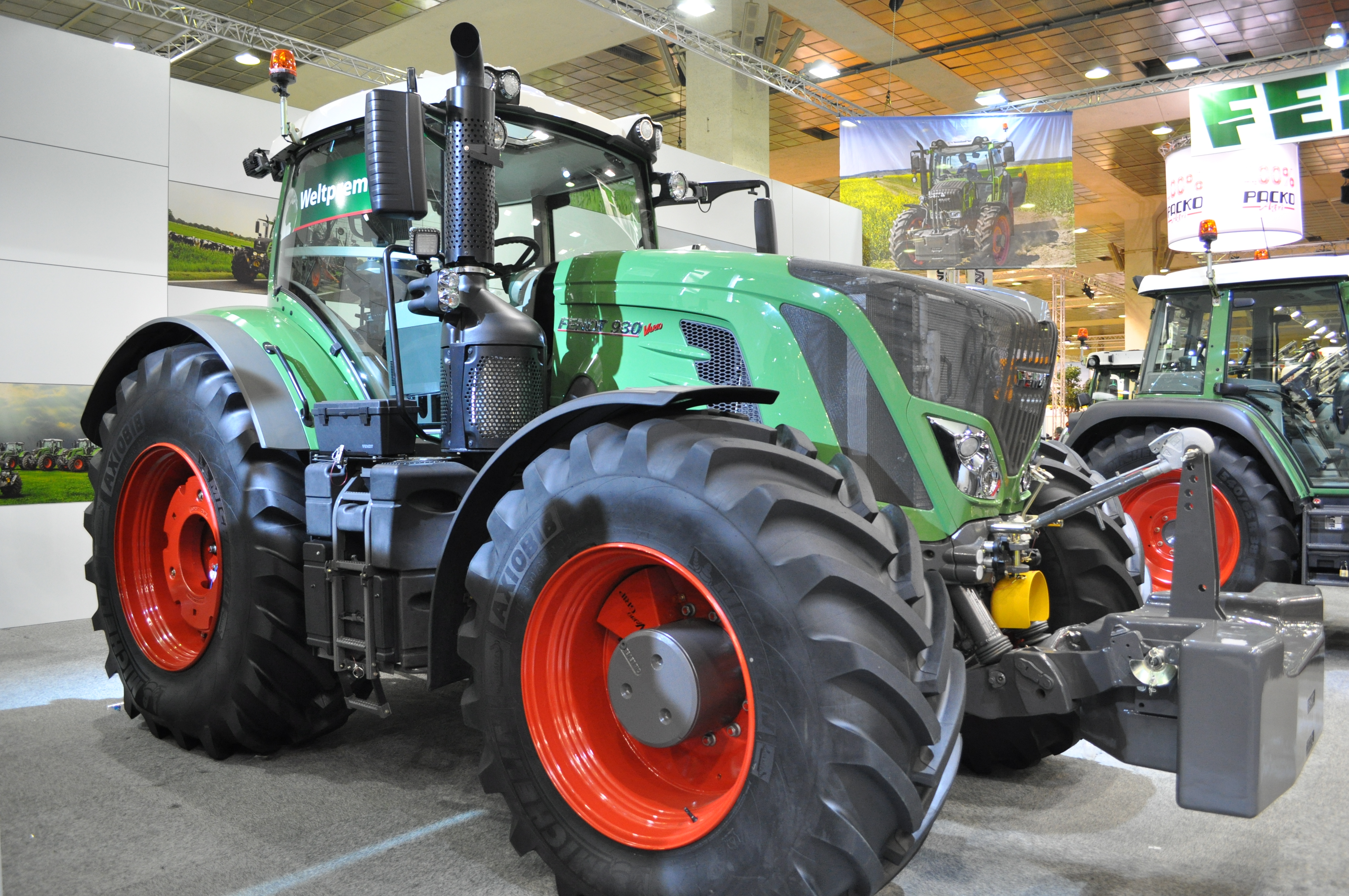
Fendt 930 na update

Fendt heeft een breed gamma aan tractoren. Het assortiment is verdeeld over negen klassen: (van klein naar groot) e100 vario, 200 vario, 300 vario, 500 vario, 600 vario, 700 vario, 900 vario, 1000 vario en 1100 vario. De e100 vario zijn elektrische voertuigen. Tot 2013 werd er in plaats van 500 vario een 400 vario-serie gebouwd, maar deze kreeg de 500 serie als opvolger vanwege strengere uitstootnormen. Daarom worden alle series vanaf de 300 vario serie met SCR-technologie uitgevoerd.
De 200 vario-serie bestaat uit smalspoortrekkers of gewone trekkers tussen 70 pk en 110 pk en maakt gebruik van een Sisu 3-cilindermotor. De smalspoorversies krijgen het achtervoegsel 'V', 'F', of 'P'. Dit wijst op grootte en vooral breedte van de trekker. 'V' is het meest compact, en 'P' het breedst van de compacttrekkers. De gewone versie is een tractor met normale verhoudingen. De mogelijke modellen zijn: 207V/F, 208V/F, 209V/F/P, 210V/F/P en 211V/F/P bij de compacte versie en 207, 208, 209, 210 en 211 bij de gewone versie.
De 300 vario-serie is de zwaarste onder de kleinere modellen. Elk model uit deze serie wordt uitgevoerd met een 4-cilindermotor van Deutz met vermogens tussen 95 pk en 135 pk. Deze serie is populair bij kleinere boerderijen of gemeentediensten. De mogelijke modellen zijn: 309, 310, 311, 312 en 313.
De 500 vario-serie is de stap naar de middenklasse. Deze nieuwe serie bestaat uit modellen gaande van 125 pk tot 165 pk. Deze serie fungeert als de opvolger van de voormalige 400 vario serie die wegens strengere uitstootnormen moest worden vervangen. De 500 vario-serie vervult wel dezelfde principes als middenklasser. De mogelijke modellen zijn: 512, 513, 514 en 516.
De 700 vario-serie is uitgerust met een 6-cilindermotor. Deze serie wordt vaak gezien als de 'tussentrekker' tussen de middenklasse en de zware klasse, en wordt dus tactisch bestempeld als 'de middelzware klasse'. Het vermogensbereik van deze serie ligt tussen 145 pk en 240 pk. Deze modellen worden gezien als uitstekende allrounders aangezien ze te licht noch te zwaar zijn. De mogelijke modellen zijn: 714, 716, 718, 720, 722 en 724.
De 800 vario-serie behoort tot de zware klasse. Deze serie kreeg midden 2016 nog een update en bevat dus de nieuwste technologie. Zowel de buitenkant als de binnenkant kregen een nieuwe styling. Hier zijn modellen beschikbaar met vermogens tussen 220 pk en 280 pk. De mogelijke modellen zijn: 822, 824, 826 en 828.
In 1995 kwam Fendt met de eerste 900 serie uit, met traploze versnelling. De motor was een MAN D0826 LE 6 cilinder turbo dieselmotor met intercooling met 6,87 liter. De Fendt Favorit 900 had een vermogenklasse van 160 tot 226 pk. Deze serie bestond uit de modellen: 916, 920, 924 en 926.
In 2000 volgde de tweede generatie Favorit 900. Deze bestond ook uit de modellen: 916, 920, 924 en 926.
In 2002 kwam Fendt met de derde generatie 900 vario TMS. Deze serie was de laatste waar men gebruik maakte van een MAN motor. Deze had een vermogen van 160 tot 300 pk. Deze serie bestond uit de modellen: 916, 920, 924, 926 en 930.
Een vernieuwing van de 900 serie volgde in 2006. De serie had een motor van Deutz, met een vermogen van 220 tot 360pk, en bestond uit de modellen: 922, 924, 927, 930, 933 en 936.
Ook in 2010 werd de serie vernieuwd. De Fendt 900 vario SCR kreeg toen een nieuw topmodel, de Fendt 939 vario SCR. De serie had een vermogen van 240 pk tot 390pk en bestond uit de modellen: 924, 927, 930, 933, 936 en 939.
De vijfde generatie 900 Vario s4 volgde in 2014 Deze had een vermogen van 270 tot 390pk en bestond uit de modellen: 927, 930, 933, 936 en 939. Eind 2016 kreeg deze vijfde generatie 900 serie een nieuw kleur.

In 2019 kwam Fendt met de zesde generatie 900 Vario Gen6, met als topmodel de Fendt 942 vario Gen6. Deze serie had een vermogen van 300 tot 420pk en was weer uitgerust met een Man motor. Deze serie bestond uit de modellen: 930, 933, 936, 939 en 942.
De 1000 vario is een gloednieuwe serie, die voortgekomen is uit vele projectstudies (zoals de trisix) en wordt door Fendt als een revolutionair model beschouwd. De 1000-serie heeft een vermogen van 380 pk tot 500 pk. De mogelijke modellen zijn: 1038, 1042, 1046 en 1050 en 1100mt, 1165mt en een 943mt van 650 en 450 pk.

## Hakselaars
Fendt produceert ook hakselaars. Deze werden in 2010 gepresenteerd op de Fendtvelddag in Wadenbrunn, en de eerste modellen werden succesvol in gebruik genomen in 2011. De hakselaarreeks van Fendt wordt de Katana genoemd. Het eerste productietype waren was de Katana 65. Dit model heeft een V8-motor die een vermogen van 653 pk levert. De hakselaar heeft hydrostatische aangedrijving en de maximumsnelheid bedraagt 40 km/u.
Geruime tijd werd slechts een enkel model geleverd, maar op de Agritechnica van 2013 werd een nieuw, groter, krachtiger model voorgesteld: de Katana 85. Deze hakselaar deelt hetzelfde uiterlijk, maar heeft een V12-motor die 850 pk levert.

## Conceptstudies

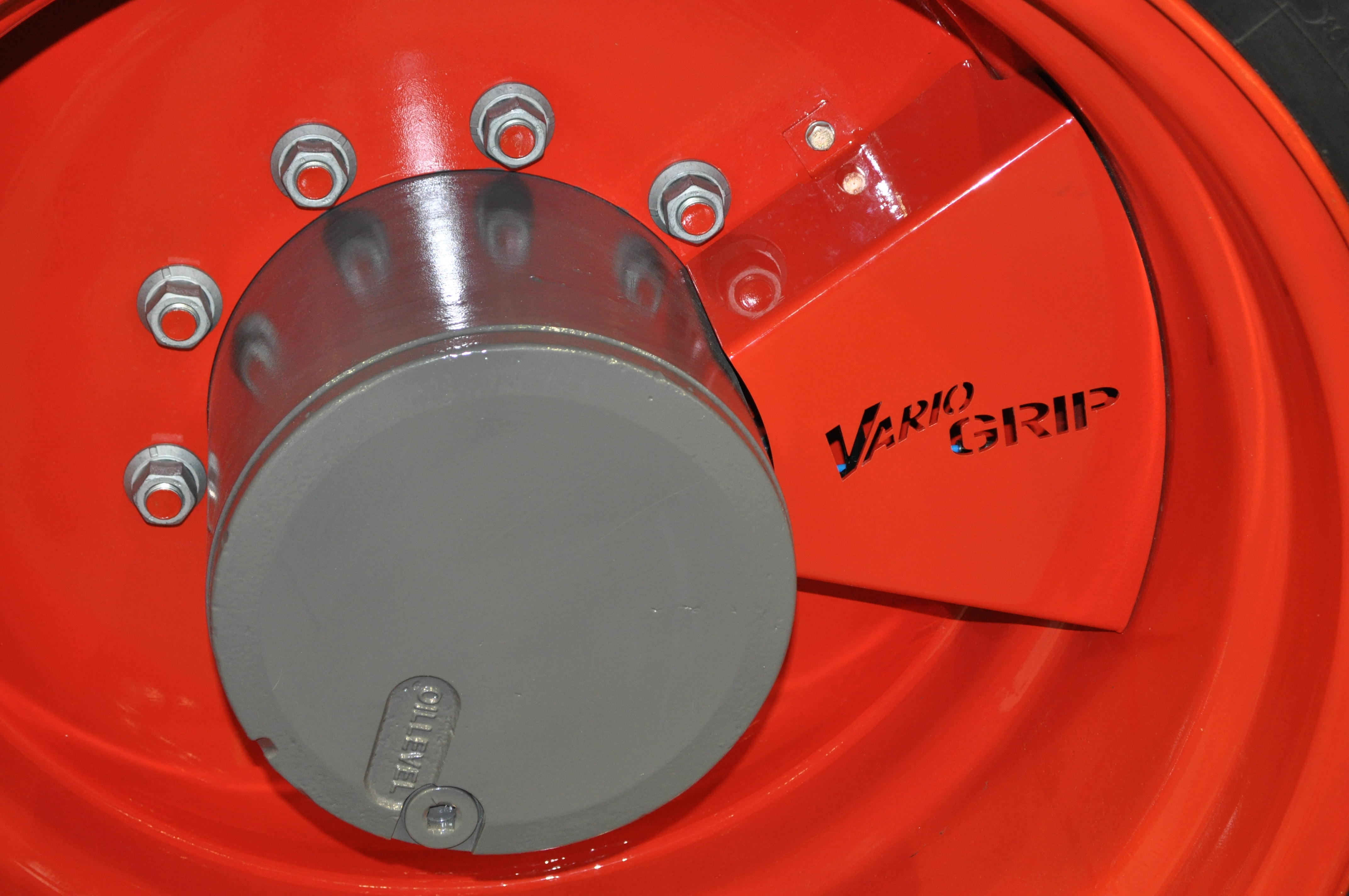
Variogrip in voorwiel

Op de Agritechnica van 2007 liet Fendt een nieuwe concepttrekker zien. De Fendt Trisix heeft een vermogen van 560 pk, en kan snelheden boven 63 km/u halen, hierdoor kan de trekker een toelating voor op de Duitse snelwegen krijgen. Fendt heeft geen varioaandrijving die dit vermogen aankan, daarom wordt gebruikgemaakt van twee aandrijvingen. De tractor zelf heeft een gewicht van 19 ton. Opmerkelijk is dat deze tractor drie assen heeft. Hierdoor heeft de tractor een groter contactoppervlak met de grond, waardoor meer trekkracht ontwikkeld kan worden. Om zonder wringing van de banden de bocht om te kunnen zijn zowel de voorste als achterste as gestuurd. De hakselaar werd ook verder ontwikkeld. Hij biedt tegenwoordig een perfect zicht rondom. Ook maaidorsers en balenpersers werden verder ontwikkeld door Fendt. De landbouwmachines van Fendt behoren tot de duurdere machines in het segment.
Op de Agritechnica van 2013 liet Fendt wederom een nieuwe concepttrekker zien. Ditmaal een meer conventioneel model, genaamd Fendt X-concept. Deze trekker werd gebouwd op het chassis van de 700 vario-serie. De 6-cilindermotor is vervangen door een 200 pk sterke 4-cilindermotor. In de aldus vrijgekomen ruimte is een elektrische generator geplaatst. Deze levert 130 kW aan elektrisch vermogen waarmee machines kunnen worden aangedreven.
Fendt lanceerde in 2013 ook voor het eerst Variogrip, een ingebouwd regelsysteem voor bandenspanning. Hiermee kan de bestuurder de bandenspanning tijdens het rijden regelen zonder uit te stappen. Het regelsysteem is geïntegreerd in het drukluchtsysteem van de tractor en kan bediend worden via de boordcomputer.

## Externe links

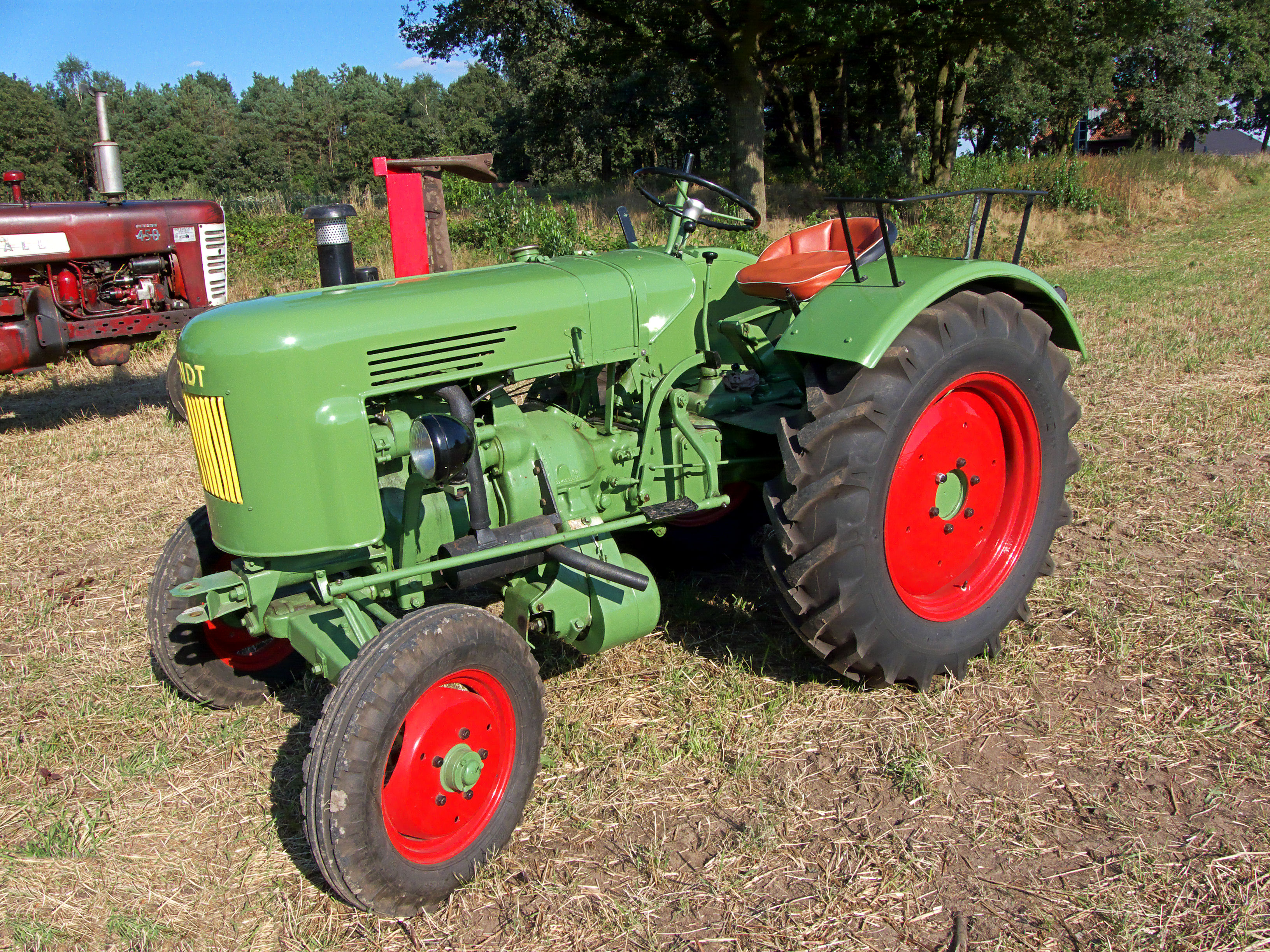
Fendt Dieselross
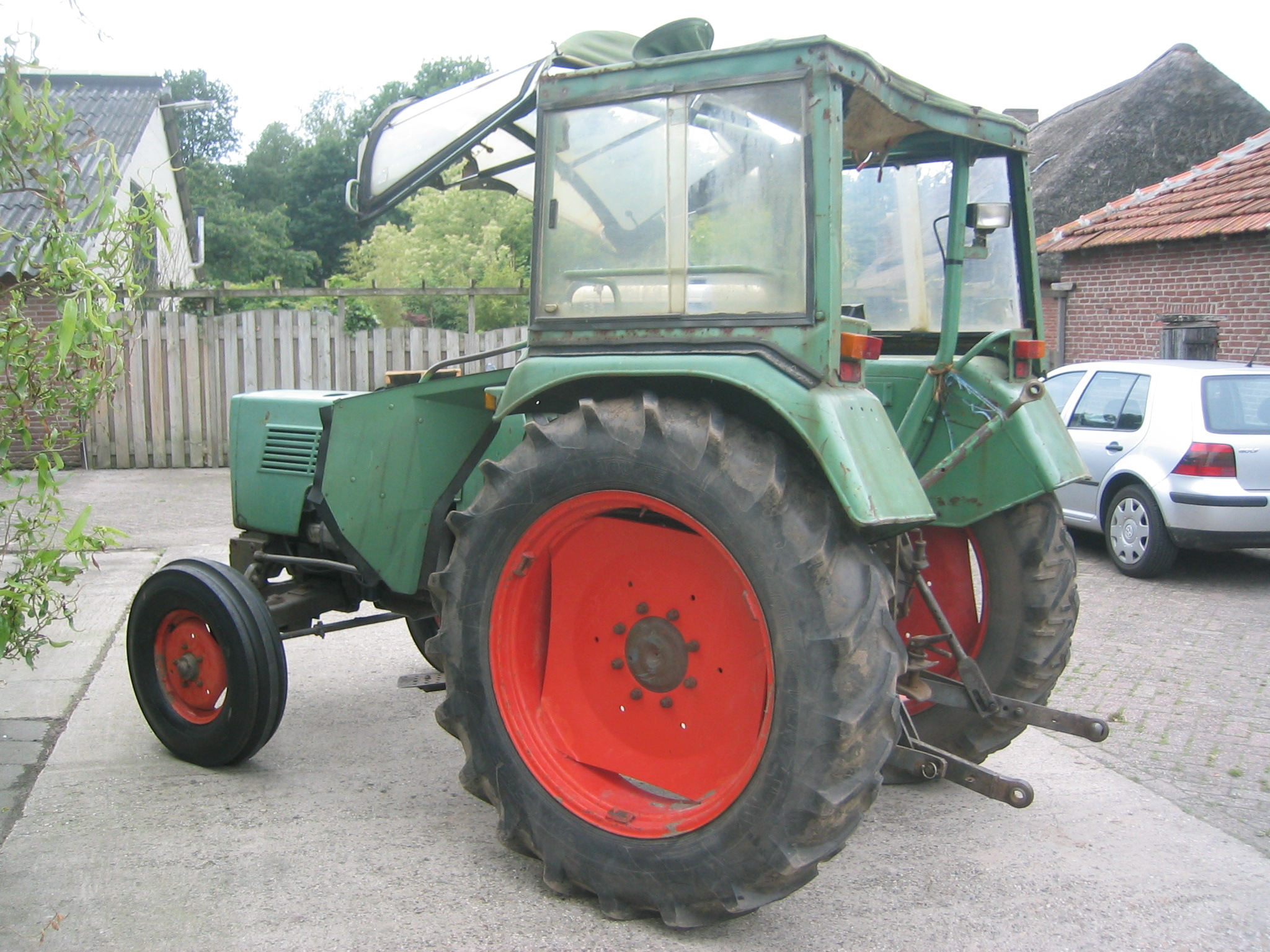
Fendt 102
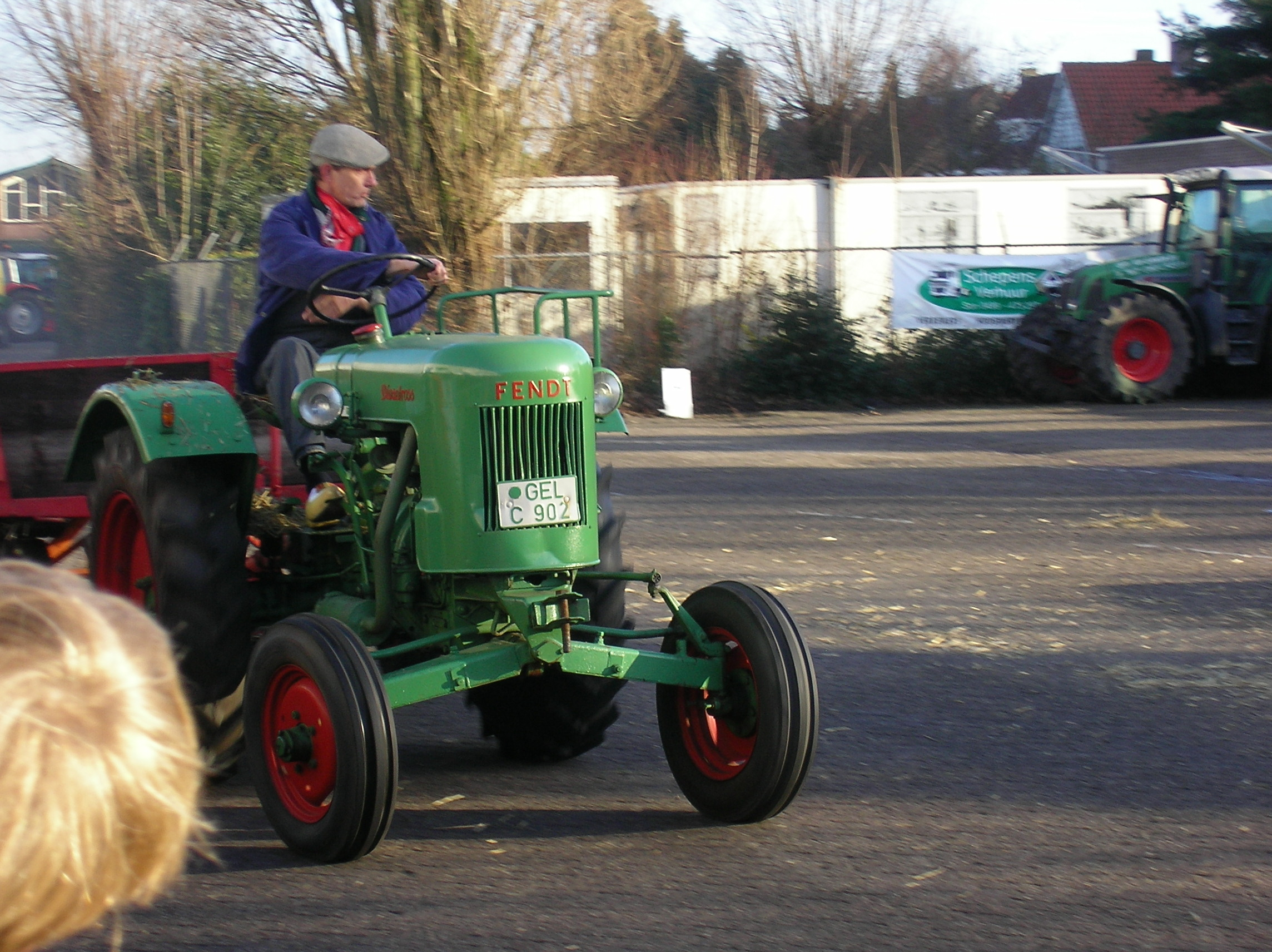
Fendt Dieselross
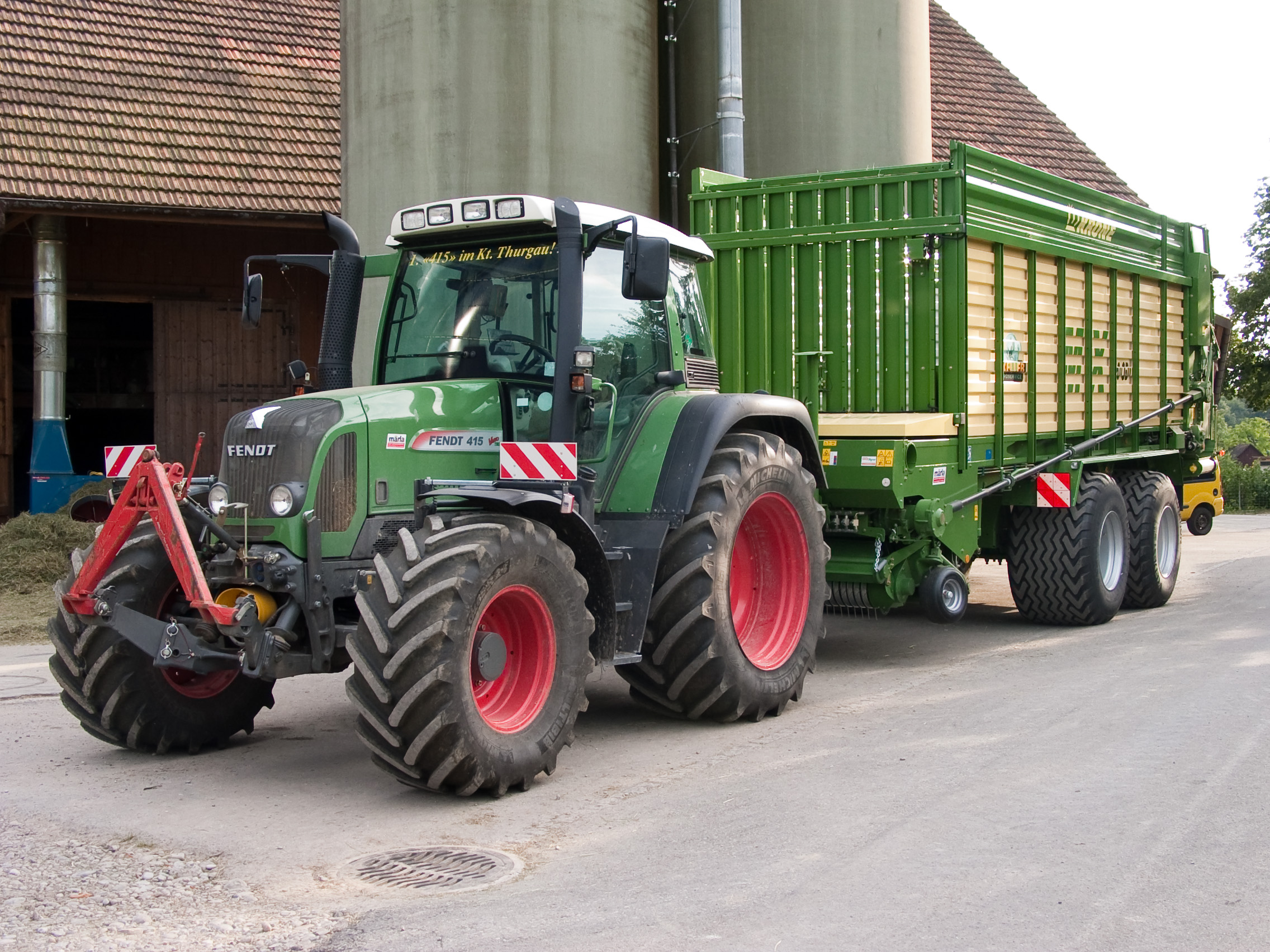
Fendt 415 Vario
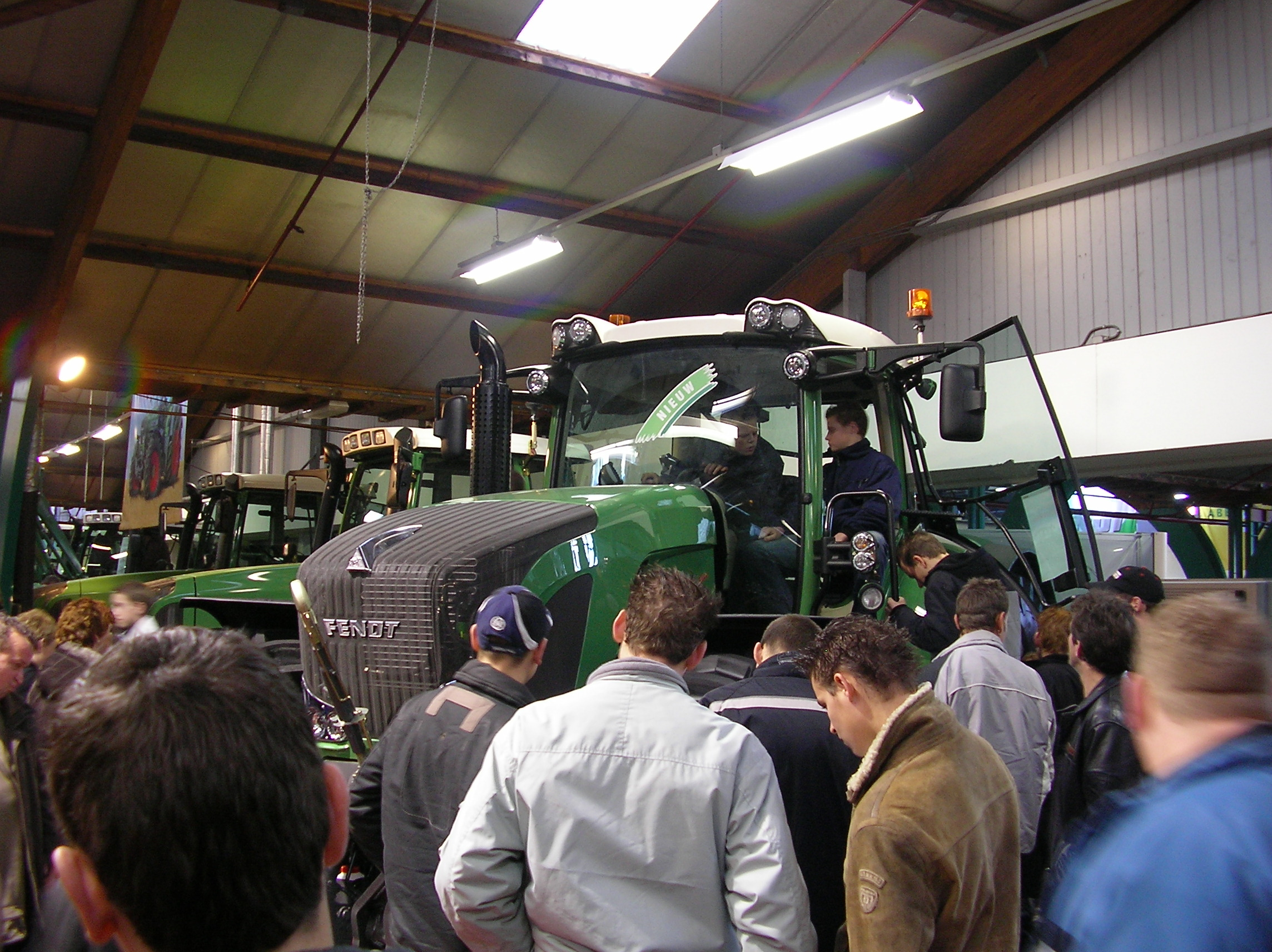
Fendt 936
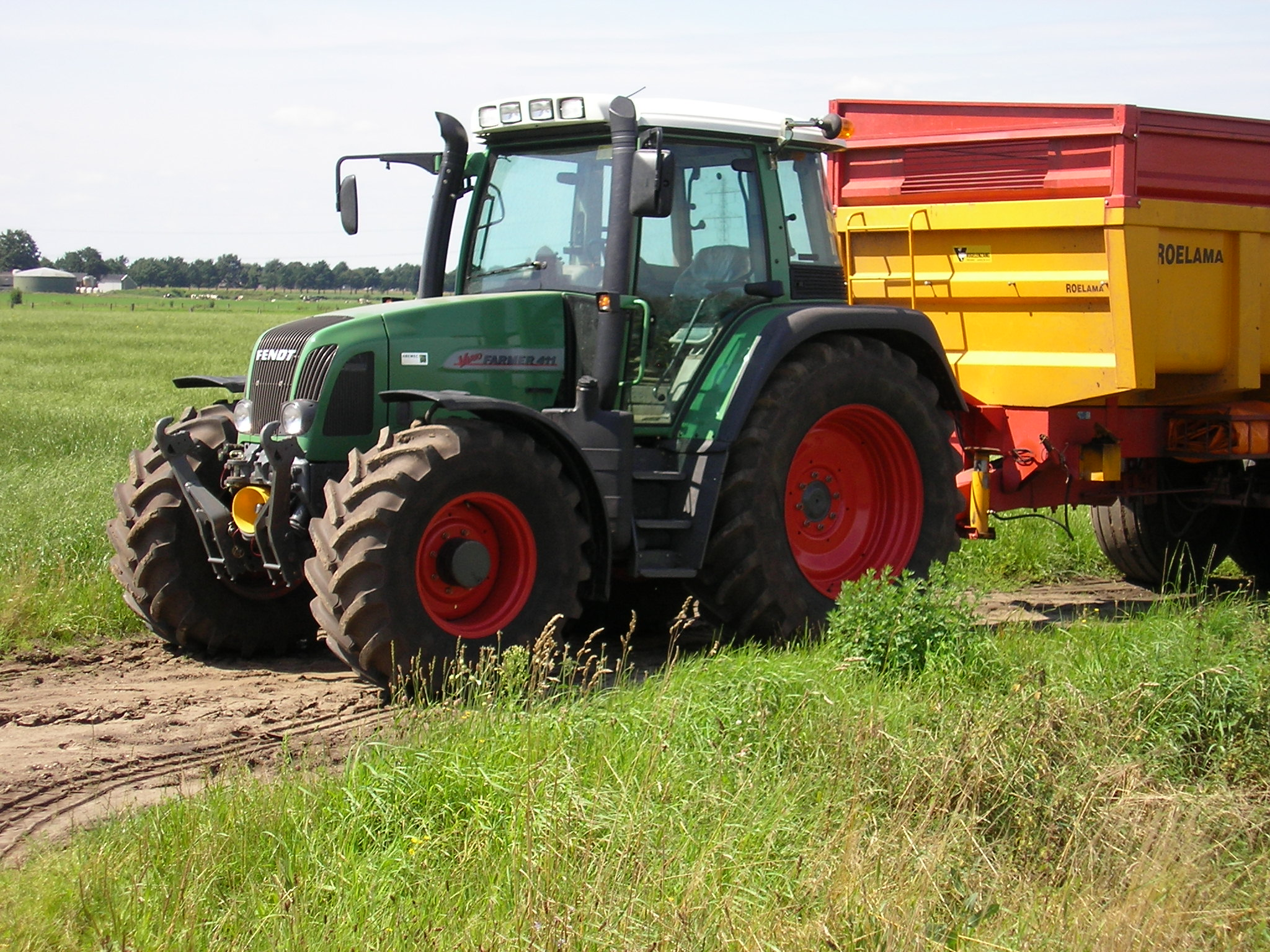
Fendt 411